# Жак Канети
Жак Канетѝ (на френски: Jacques Canetti) е френски музикален продуцент и бизнесмен.
Той е роден на 30 май 1909 година в Русе в сефарадско семейство, негови братя са писателят Елиас Канети и лекарят Жорж Канети. В детството му семейството пътува в различни европейски страни, но през 1926 година той се установява във Франция, където през следващите десетилетия работи за компаниите „Полидор“ и „Филипс“, между 1947 и 1966 година ръководи популярния клуб „Троа Боде“. Централна фигура във френската популярна музика в средата на XX век, той работи с известни изпълнители, като Едит Пиаф, Шарл Трене, Жулиет Греко, Феликс Льоклерк, Шарл Азнавур, Жорж Брасенс, Жак Брел, Мишел Льогран, Борис Виан, Серж Генсбур, Пиер Дак, Франсис Бланш, Ги Беар, Клод Нугаро, Серж Режиани, Жана Моро, Реймон Девос, Брижит Фонтен, много от които подкрепя в решаващия начален етап на тяхната кариера.
Жак Канети умира на 7 юни 1997 година в Сюрен.